# Comunicação empresarial
A Comunicação Empresarial ou Comunicação Corporativa é uma atividade estratégica para as diretorias e presidências das empresas. Ela engloba, nas empresas, a supervisão da assessoria de imprensa, o planejamento, implementação e condução das ações de comunicação interna — o que envolve o público interno, ou seja, os funcionários da corporação, e todo e qualquer relacionamento com o público externo, no âmbito corporativo. 
A comunicação corporativa é essencial para a condução dos objetivos de manutenção da reputação da empresa, assim como assegurar uma estratégia coerente para envolver as partes interessadas (acionistas internos e externos).

## Atividades
As atividades de Comunicação Empresarial englobam o cuidado com a imagem corporativa, ou seja, com a marca da empresa (não confundir com as marcas dos produtos) e, assim, cuida da imagem da empresa. Os profissionais desta área estão sempre preocupados com o relacionamento da empresa e seus funcionários, bem como junto com a sociedade e seus interlocutores. Eles olham este relacionamento não de forma multifacetada, ou seja, apenas como clientes, fornecedores, parceiros, mas principalmente como formadores de opinião e membros de uma sociedade, que podem auxiliar ou não na preservação da imagem da empresa. Trabalham na área de Comunicação Empresarial principalmente jornalistas, relações-públicas e publicitários.
Nos últimos quinze anos, o relato de informações não financeiras, especialmente sociais e ambientais, ganhou espaço e se consolidou como realidade entre as grandes empresas das principais economias mundiais. 
Hoje, exige-se do profissional da área não apenas conhecimentos e habilidades nas práticas profissionais, mas também uma visão abrangente do mercado e do universo dos negócios. Mais do que um simples executor de tarefas (bom redator de press releases, bom relacionamento com a mídia, excelente editor de house organ), o profissional de comunicação empresarial deve ser um executivo, um gestor, capaz de planejar, estrategicamente, o esforço de comunicação da empresa ou entidade.
O mercado brasileiro e internacional já dispõe de empresas especializadas na realização deste trabalho e, internamente, as empresas ou entidades também têm experimentado gradativa profissionalização.  Mas, no Brasil, os postos de gerência sênior e de diretoria têm sido ocupados por profissionais de outras áreas, fato este que requer atenção dos profissionais com formação específica, já que Comunicação Empresarial requer um grau de conhecimento que somente os especialistas o têm. 
Um estudo feito pela consultoria estadunidense Edelman levantou dados de setores de comunicação corporativa de 36 empresas de pequeno, médio e grande portes para obter informações diversas sobre tais práticas. Um dos dados aferidos foi o número de funcionários de tais departamentos de comunicação: de 1 e 159 membros, o que revelou uma média de 35 profissionais dentro dessas equipes.

## Publicações
- Comunicação de resultados

Relatórios que oferecem uma visão clara dos impactos positivos e negativos dos negócios, juntamente com seus riscos e oportunidades futuras, de maneira a oferecer melhores condições de decisão aos seus stakeholders.
- Relatório de sustentabilidade ou responsabilidade corporativa

Relatório que analisa as dimensões sociais e ambientais dentro do contexto económico e de estratégia de negócios da organização.

## História
A partir dos anos 1955, principalmente com a fundação da Associação Brasileira de Editores de Revistas e Jornais de Empresa (ABERJE) - marca que representa atualmente a Associação Brasileira de Comunicação Empresarial e a Associação Brasileira de Comunicação Organizacional - a comunicação organizacional evoluiu de forma orgânica, para um status estratégico, fundamental para a excelência nos relacionamentos das empresas e instituições com os seus inúmeros públicos estratégicos.
Um dos autores na área de Comunicação Interna, Everaldo Silva, defende em "Manual de Comunicação Interna - Grandes Resultados, Baixos Custos" que o processo comunicacional de uma empresa nunca estará completo se o seu processo interno não é eficaz.
Assim sendo, Silva diz que Comunicação Interna "é toda troca de informações entre todos os colaboradores, independente do nível hierárquico na organização, através de uma canal oficial denominado "Comunicação Interna" desde que os processos sejam orientados para uma melhora do clima organizacional e sentimento de integração do colaborador com a empresa".
Toda a empresa precisa de uma comunicação externa para se empreender, por isso é imprescindível a comunicação. Até mesmo, fora da empresa, na vida pessoal.